# Tomáš Tóth
Pour les articles homonymes, voir Tóth.
 Tomáš Tóth, né le 12 mars 1990 à Bratislava, est un joueur de squash représentant la Slovaquie. Il atteint en février 2011 la 221e place mondiale sur le circuit international, son meilleur classement. Il est champion de Slovaquie à 4 reprises en 2010, 2017, 2021 et 2025.

## Palmarès

### Titres
- Championnats de Slovaquie : 4 titres (2010, 2017, 2021, 2025)